# Asiens olympiska råd
Asiens olympiska råd bildades 1982 och administrerar sporten i Asien och har för närvarande 45 nationella olympiska kommittéer anslutna. Huvudkontoret ligger i Kuwait City.

## Evenemang
Asiens olympiska råd anordnar olika sportevenemang, med inspiration från de olympiska spelen, för medlemskommittéerna.
- Asiatiska spelen
- Asiatiska vinterspelen
- Asiatiska strandspelen
- Asiatiska spelen för ungdomar
- Asiatiska inomhus- och stridskonstspelen (efter sammanslagning av asiatiska inomhusspelen och asiatiska stridskonstspelen)[1]